# Neoquernaspis takagii
Neoquernaspis takagii är en insektsart som beskrevs av Liu och Tippins 1988. Neoquernaspis takagii ingår i släktet Neoquernaspis och familjen pansarsköldlöss.
Artens utbredningsområde är Nepal. Inga underarter finns listade i Catalogue of Life.